# 鄭昌孫
鄭昌孫（：／，1402年—1487年）字孝仲（효중），號東山（동산），本貫東萊鄭氏，朝鮮王朝前期的政治人和性理學者, 言語學者。他在朝鮮世宗的諺文創製反對語文學者之一和世祖反正功臣之一，1458年-1462年, 1475年-1484年, 1484年-1485年三回歷朝鮮首相。爵蓬原府院君（봉원부원군），諡忠貞（충정）。

## 其他
他在朝鮮世祖的反正參與同政權安定其餘, 1456年輸忠勁節佐翼功臣, 1468年（禮宗 1）翊戴功臣, 1471年（成宗 2）佐理功臣等三回功臣冊錄。

## 著作
- 通鑑訓義
- 高麗史（共著）
- 世宗實錄（共著）
- 治平要覽（共著）

## 外部連結
-  鄭昌孫[永久]
-  鄭昌孫 （页面存档备份，存于）
-  鄭昌孫 （页面存档备份，存于）
-  鄭昌孫的墓域[永久]